# Valkenswaard

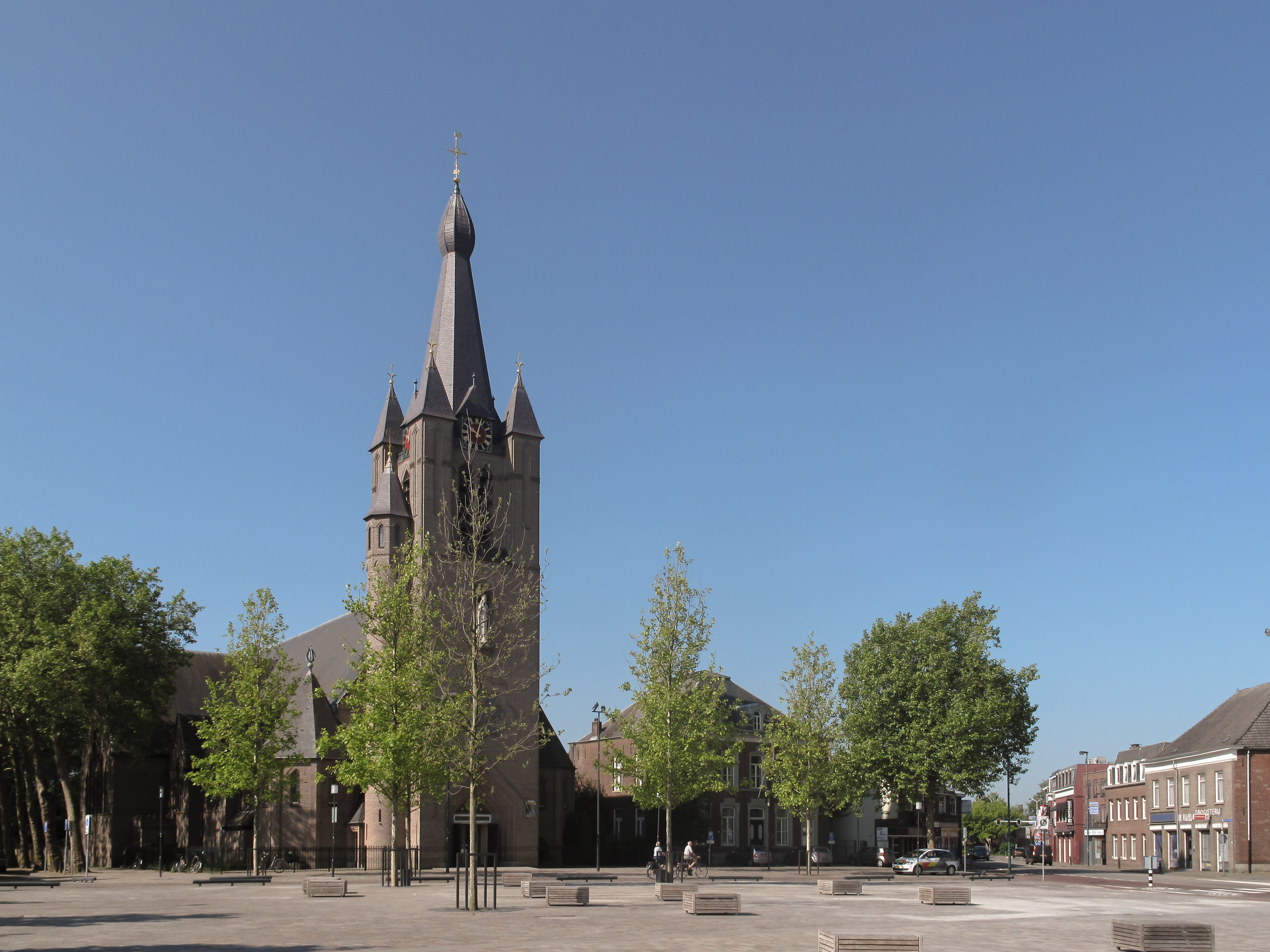
L'église : de Sint Nicolaaskerk.

Valkenswaard est une commune et un village des Pays-Bas de la province du Brabant-Septentrional. Elle accueille chaque année depuis 2006 une étape du Global Champions Tour de saut d'obstacles.

## Localités
- Borkel en Schaft
- Dommelen
- Valkenswaard

## Personnalités
- Jan Tops (1961-), champion olympique d'équitation.
- Daniëlle van de Donk (1991-), footballeuse internationale néerlandaise.